# Cosquín
Cosquín é um município da província de Córdova, na Argentina.

## Histórico
Sua área primitivamente fora ocupada pelos comechingones, onde achados arqueológicos remontam a cinco mil anos.
Em 25 de setembro de 1625 seu território foi cedido ao Capitão Luis José de Tejeda y Guzmán que, ali, funda a Estância Cosquín, que passa a seus herdeiros; a estância foi evoluindo na classificação territorial argentina da época de paraje e a seguir pueblo, formado como uma comunidade indígena; no primeiro censo de 1871 possuía o lugar dois mil habitantes e finalmente em 4 de agosto de 1876 foi erigida a "Villa de Coquín", emancipando-se com um território que margeava o rio Cosquín até as faldas do Cerro Pan de Azúcar.
Em 1885, entretanto, uma lei determina a dissolução das comunidades indígenas e somente a 4 de maio de 1890, quando são realizadas eleições gerais, é criada a Municipalidad de Cosquín, tendo por primeiro intendente Facundo Bustos.
Em 1892 a comunidade passa a ser servida por linha férrea e em 1898 as terras indígenas (num total de 2.111 ha) são expropriadas e levadas a leilão; a 28 de agosto de 1939 foi elevada à categoria de cidade, segundo o decreto 3.829 do governo da província de Córdova.
Em 1963 foi criada pelo governo central a Semana Nacional do Folclore na última semana do mês de janeiro, ficando Cosquín como sendo a sede desta celebração.

## Imagens

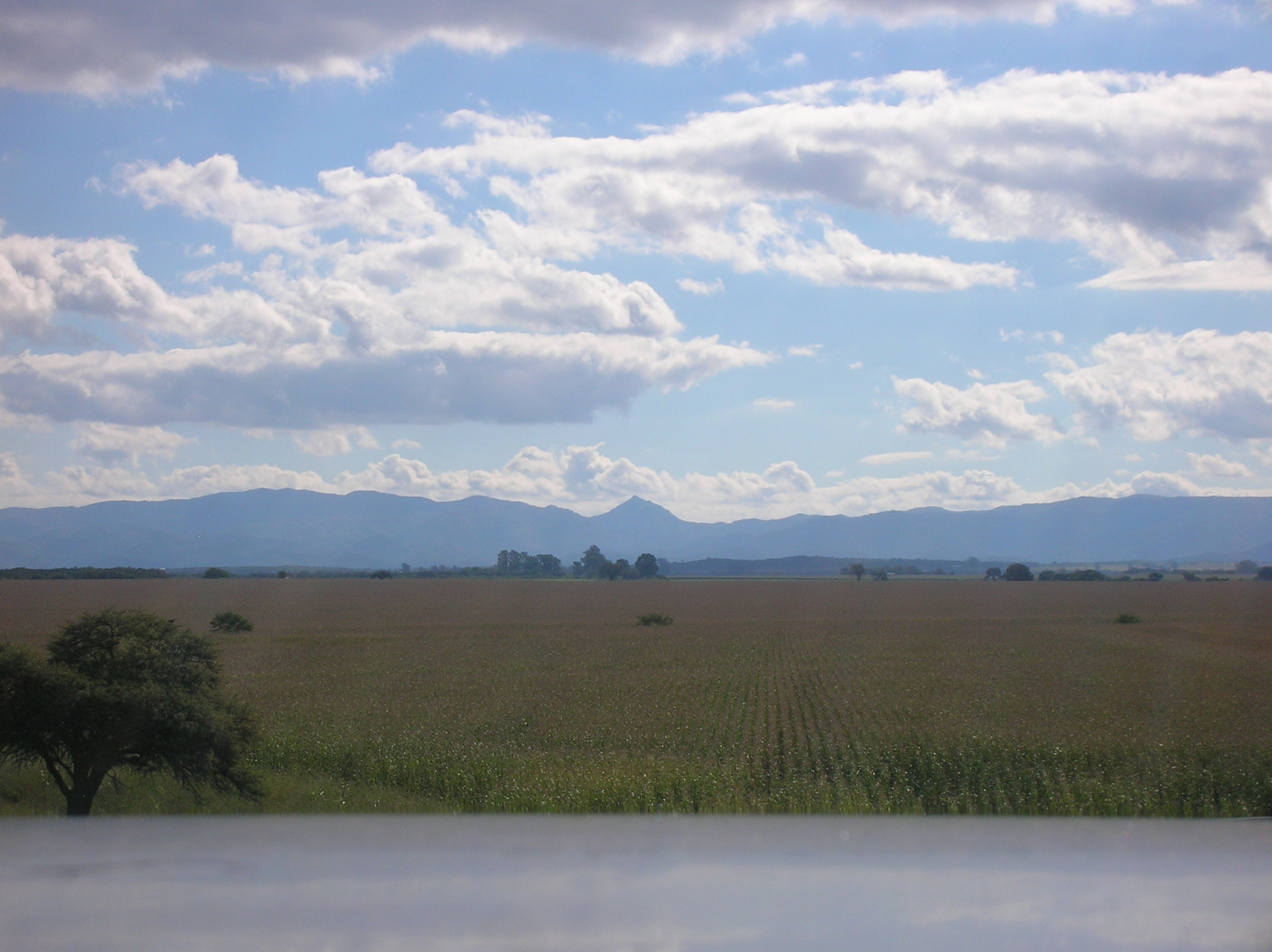
O Cerro Pan de Azúcar
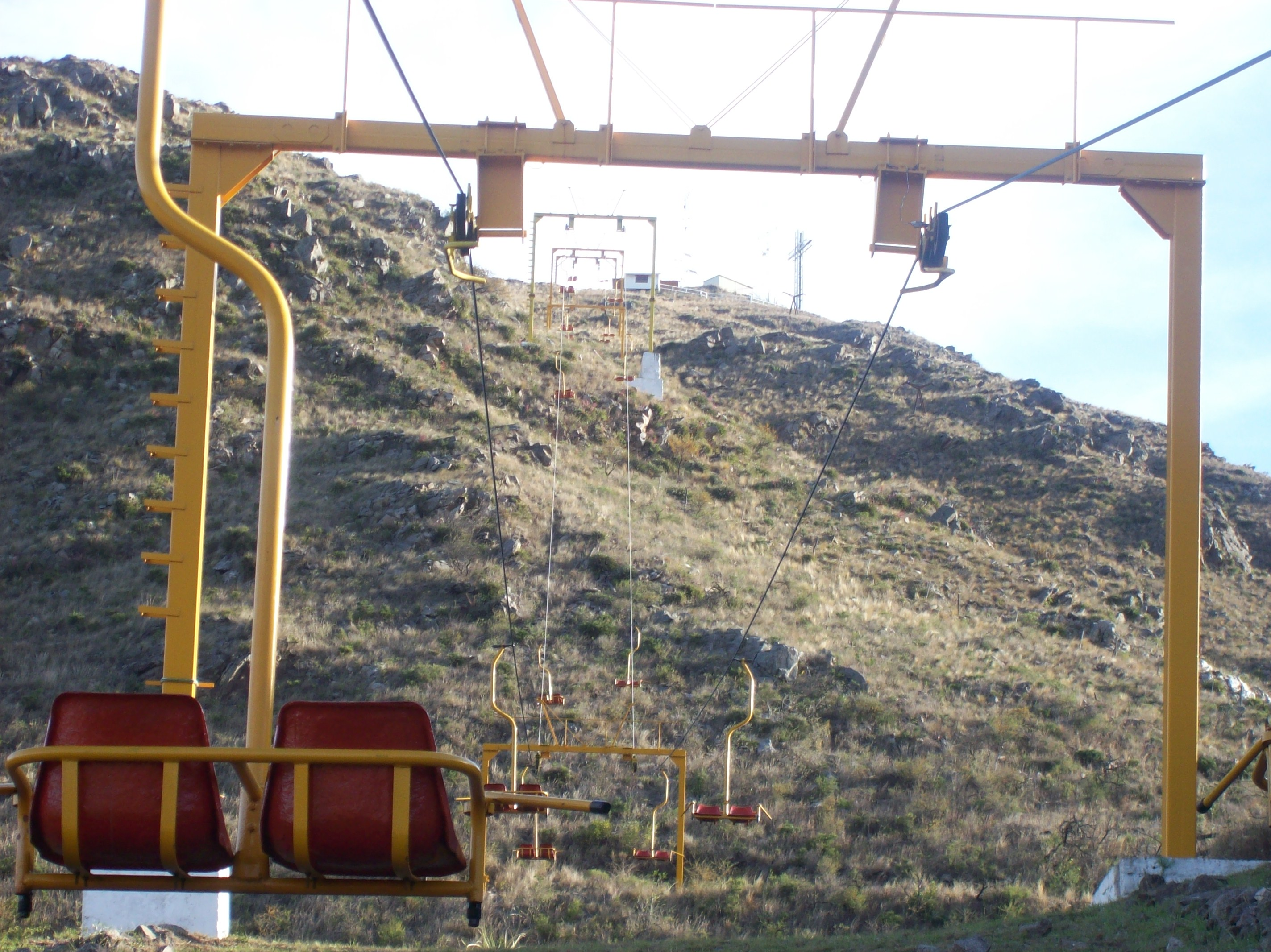
Teleférico do Pan de Azúcar
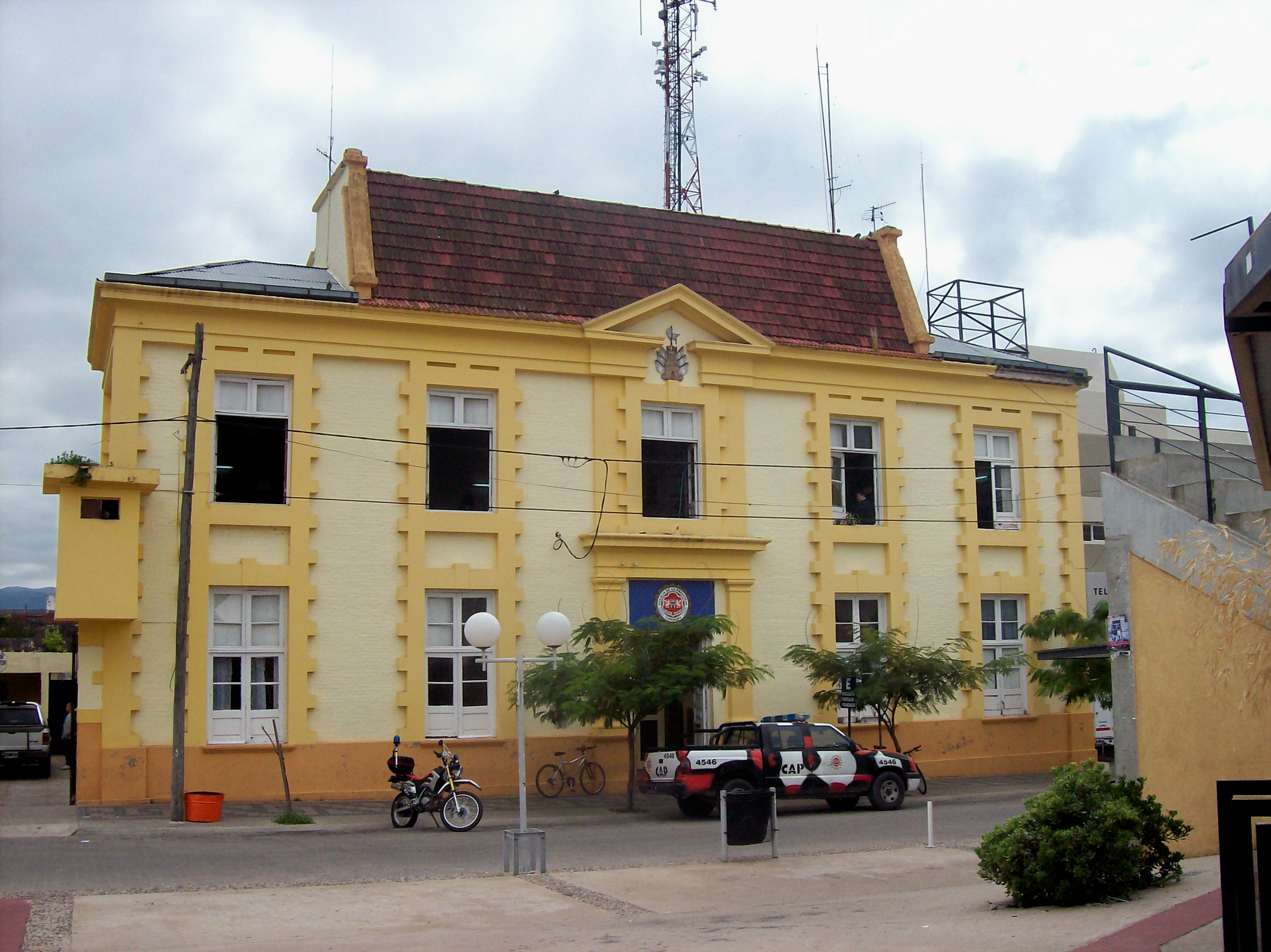
Sede da polícia
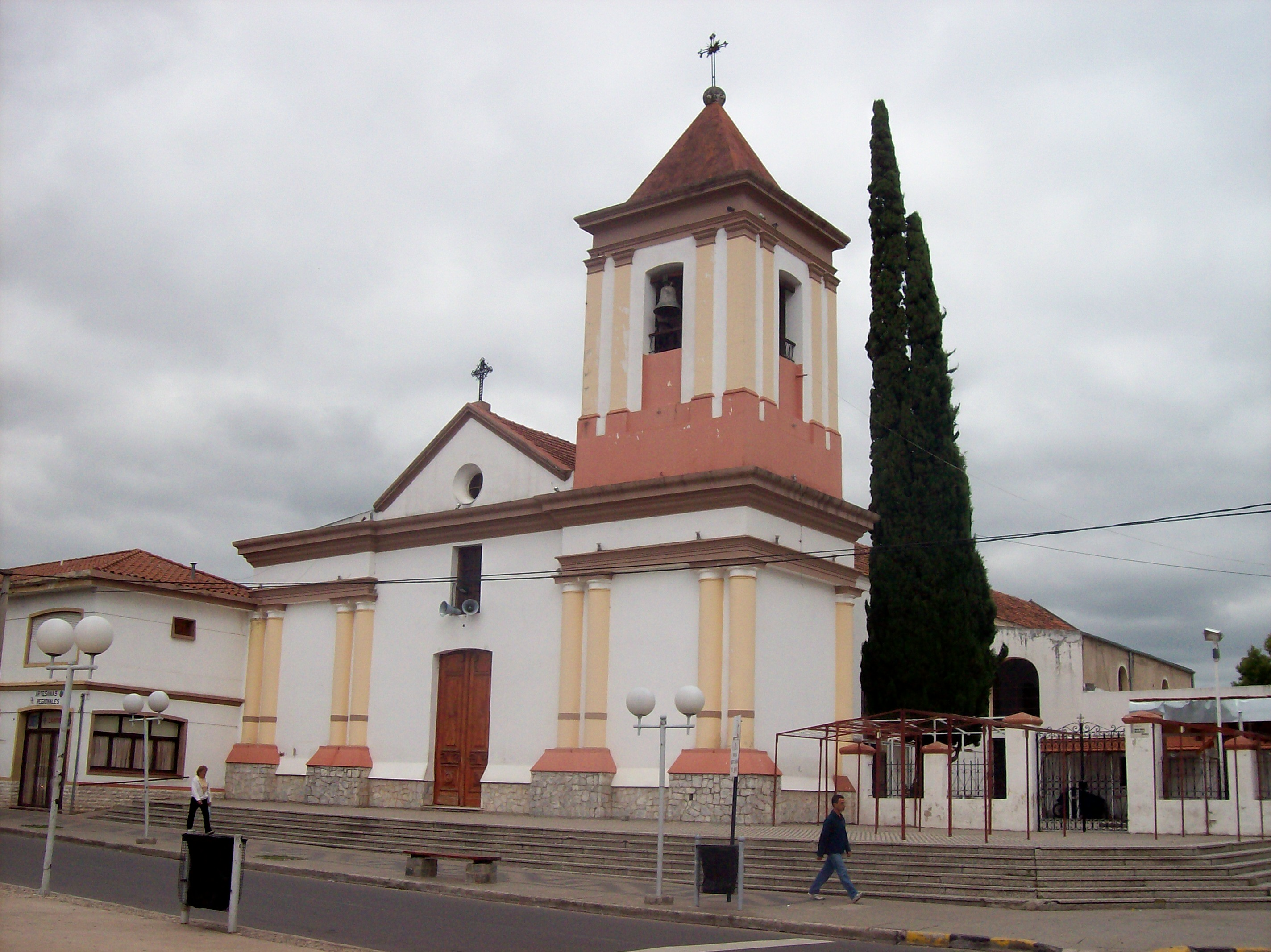
Igreja de Nossa Senhora do Rosário
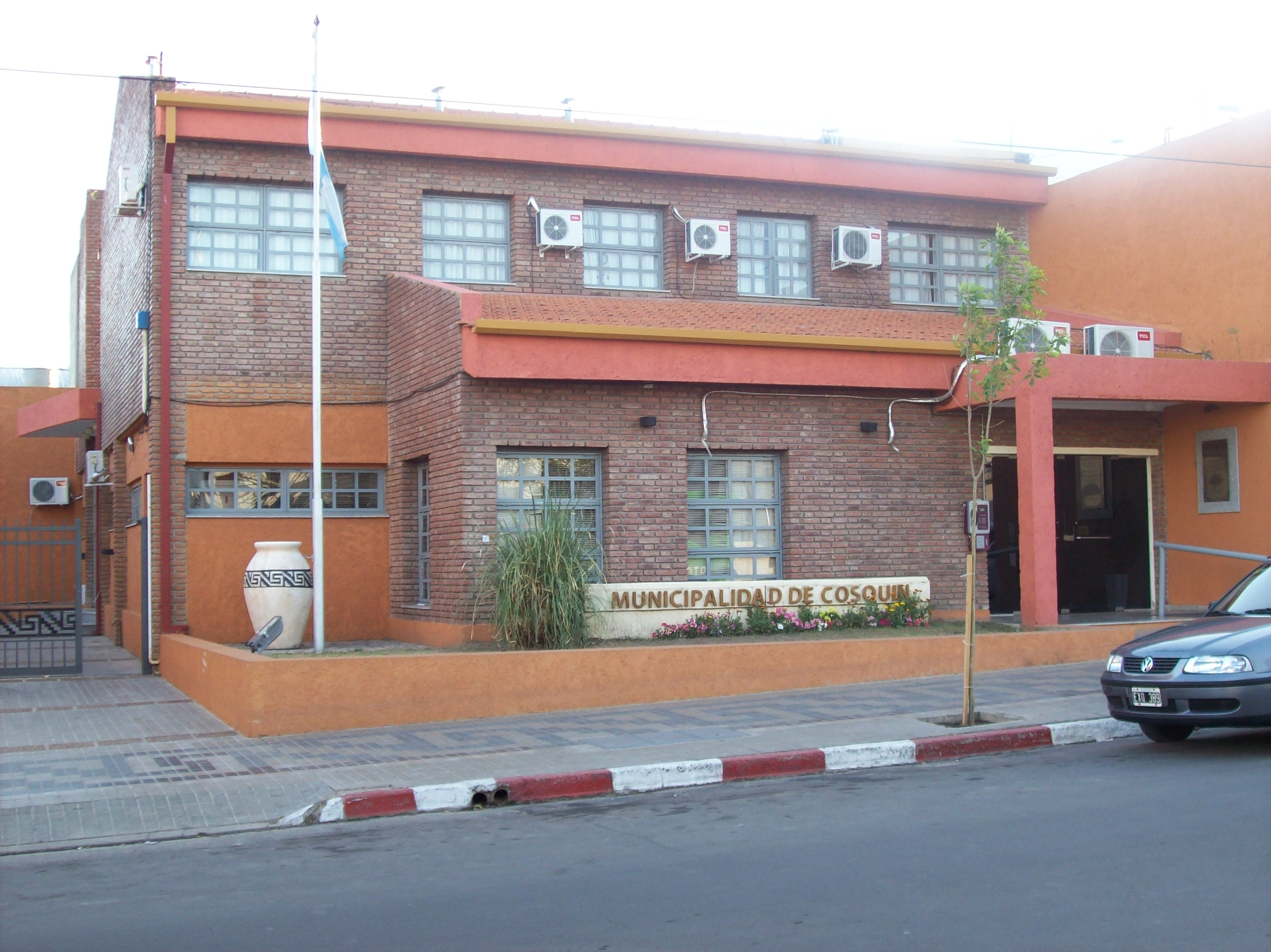
Prefeitura
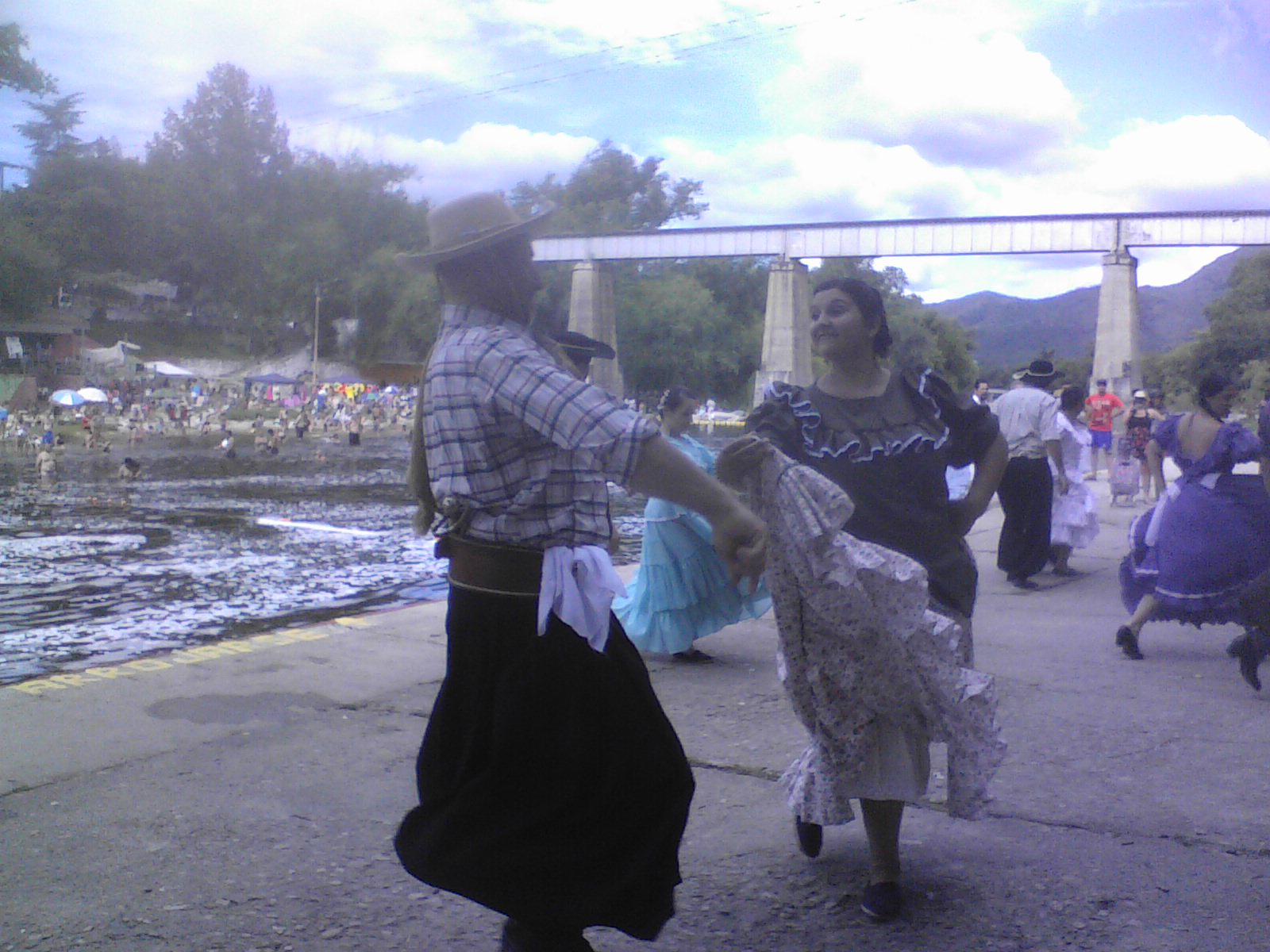
Festa do folclore
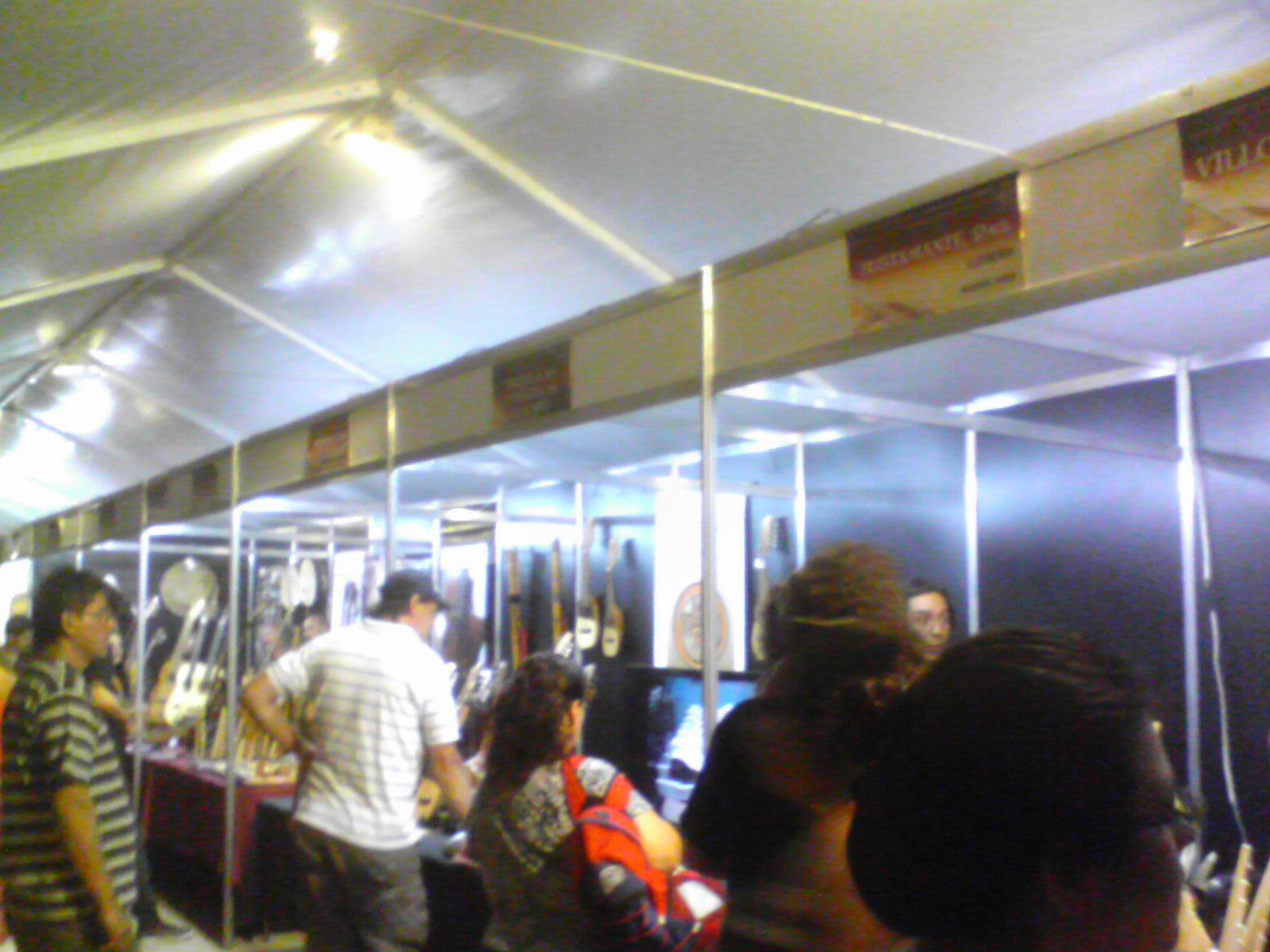
Feira de artesanato